# Stefanus François Naudé Gie
Stefanus François Naudé Gie  (* 13. Juli 1884 in Worcester, Kapkolonie; † 10. April 1945 in Washington, D.C.) war ein südafrikanischer Diplomat und Politiker.

## Leben
Gie lernte an der Educated Boys High School in Worcester, studierte am Victoria College in Stellenbosch, an der Universität Amsterdam und an der Humboldt-Universität zu Berlin. Von 1906 bis 1909 wurde er in Cradock und Worcester als Lehrer beschäftigt, von 1910 bis 1911 war er Schulinspektor. Außerdem war er Rektor der Universität Stellenbosch. Von 1926 bis 1934 war Gie Bildungsminister in der Südafrikanischen Union.
Danach wurde er Gesandter in Berlin. In der Frage um die Zukunft der Freien Stadt Danzig und eines deutschen Korridors vertrat er sehr ähnliche Ansichten wie die Regierung von Adolf Hitler. Vor dem Zweiten Weltkrieg war er in Den Haag und bei der Regierung in Stockholm akkreditiert. Von 1939 bis 1944 hatte er seinen Sitz in Stockholm, ab dem 13. März 1944 war er Gesandter in Washington.